# Барон Нейпир Магдальский

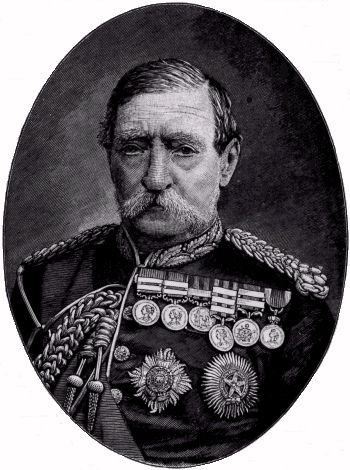
Фельдмаршал Роберт Джордж Корнелис Нейпир, 1-й барон Нейпир Магдальский (1810—1890)

Барон Нейпир Магдальский в Абиссинии и Кэрингтона в графстве Чешир — наследственный титул в системе Пэрства Соединённого королевства.

## История
Титул барона Нейпира Магдальского был создан 17 июля 1868 года для британского военачальника, сэра Роберта Корнелиса Нейпира (1810—1890), в знак признания его заслуг во время экспедиции в Абиссинию в 1868 году, когда британцы разбили эфиопов и захватили город Магдала. Позднее лорд Нейпир Магдальский был кратко вице-королём Индии (21 ноября — 2 декабря 1863), главнокомандующим английской армии в Индии (1870—1876), губернатором Гибралтара (1876—1883) и получил чин фельдмаршала в 1882 году. Лорд Нейпир Магдальский также являлся констеблем Тауэра (1887—1890) и лордом-лейтенантом Тауэр-Хамлетса (1887—1889). Его преемником был его старший сын, Роберт Уильям Нейпир, 2-й барон Нейпир Магдальский (1845—1921). После его смерти баронский титул унаследовал его младший брат, Джеймс Пирс Нейпир, 3-й барон Нейпир Магдальский (1849—1935). Он имел чин полковника британской армии. Его преемником стал его сводный брат, Эдвард Герберт Скотт Нейпир, 4-й барон Нейпир Магдальский (1861—1948). Его сын, Роберт Джон Нейпир, 5-й барон Нейпир Магдальский (1904—1987), был бригадиром Королевских инженеров. 
По состоянию на 2025 год носителем титула являлся сын последнего, Роберт Алан Нейпир, 6-й барон Нейпир Магдальский (род. 1940), который сменил своего отца в 1987 году.
Достопочтенный сэр Альберт Нейпир (1881—1973), младший сын первого барона, был клерком королевской канцелярии и постоянным секретарем канцелярии лорда-канцлера в 1944—1954 годах.

## Бароны Нейпир Магдальские (1868)
- 1868—1890: Фельдмаршал Роберт Джордж Корнелис Нейпир, 1-й барон Нейпир Магдальский (6 декабря 1810 — 14 января 1890), сын майора Чарльза Фредерика Нейпира (ум. 1812)[1];
- 1890—1921: Роберт Уильям Нейпир, 2-й барон Нейпир Магдальский (11 февраля 1845 — 11 декабря 1921), старший сын предыдущего от первого брака[2];
- 1921—1935: Джеймс Пирс Нейпир, 3-й барон Нейпир Магдальский (30 декабря 1849 — 2 мая 1935), младший брат предыдущего[3];
- 1935—1948: Эдвард Герберт Скотт Нейпир, 4-й барон Нейпир Магдальский (16 декабря 1861 — 20 июля 1948), старший сын 1-го барона от второго брака, сводный брат предыдущего[4];
- 1948—1987: Роберт Джон Нейпир, 5-й барон Нейпир Магдальский (16 июня 1904—1987), единственный сын предыдущего[5];
- 1987 — настоящее время: Роберт Алан Нейпир, 6-й барон Нейпир Магдальский (род. 6 сентября 1940), старший сын предыдущего[6];
  - Наследник титула: достопочтенный Джеймс Роберт Нейпир (род. 29 января 1966), единственный сын предыдущего[7].